# Grabwühlen
Die Grabwühlen (Scolecomorphidae) sind eine Familie der Schleichenlurche (Gymnophiona), die im tropischen Afrika vorkommt.

## Merkmale
Grabwühlen werden 27 bis 45 Zentimeter lang, Weibchen haben mehr Wirbel und werden deshalb auch etwas länger. Grabwühlen sind schwarz oder braun gefärbt, einige Arten haben eine helle Unterseite. Zusammen mit den Erdwühlen und den Typhlonectidae weist die Familie eine Reihe von abgeleiteten Merkmalen auf. So ist der Schädel in Anpassung an die im Boden grabende Lebensweise verstärkt und die Anzahl der Schädelknochen reduziert. Die Maulöffnung ist unterständig. Knöcherne Augenhöhlen fehlen. Die sehr kleinen Augen befinden sich an der Basis der weit vorn an der Schnauze unterhalb der Nasenöffnungen liegenden großen Tentakel und sind, wenn diese sich in der Ruheposition befinden, unter der Präfrontale (ein Schädelknochen) verborgen. Präfrontale und Maxillopalatinum (ein Schädelknochen) bilden einen Kanal für die Tentakelbewegung. Werden die Tentakel ausgestreckt, bewegen sich die Augen mit und befinden sich außerhalb der Schädelknochen.
Der Körper der Grabwühlen ist durch umlaufende Hautfalten (Annuli) geringelt. Tertiäre Annuli fehlen. Im Vergleich zu urtümlicheren Schleichenlurchfamilien besitzen sie weniger Schuppen. Auch ein Schwanz fehlt. Als einziger Schleichenlurchfamilien fehlt den Grabwühlen die Columella (ein Gehörknöchelchen bei Amphibien, Reptilien und Vögeln).

## Lebensweise
Grabwühlen leben im Bodengrund oder im Falllaub. Ein bedeutender Teil ihrer Ernährung besteht aus Termiten. Alle sind, soweit bekannt, vivipar (lebendgebärend). Embryo- und Larvenstadien werden im Eileiter verbracht.

## Gattungen und Arten
Es gibt zwei Gattungen Crotaphatrema, aus Kamerun und Scolecomorphus aus Tansania und Malawi. Jede hat jeweils drei Arten:
- Gattung Crotaphatrema Nussbaum, 1985 
  - Crotaphatrema bornmuelleri (Werner, 1899)
  - Crotaphatrema lamottei (Nussbaum, 1981)
  - Crotaphatrema tchabalmbaboensis (Lawson, 2000)
- Gattung Scolecomorphus Boulenger, 1883 
  - Scolecomorphus kirkii (Boulenger, 1883)
  - Scolecomorphus uluguruensis (Barbour & Loveridge, 1928)
  - Scolecomorphus vittatus (Boulenger, 1895)